# Spencer Williams Jr.
Spencer Williams Jr. (Vidalia, 14 luglio 1893 – Los Angeles, 13 dicembre 1969) è stato un attore, regista e sceneggiatore statunitense.
Conosciuto al pubblico per aver interpretato Andy nella situation comedy di successo Amos 'n' Andy, esordì sul grande schermo dirigendo The Blood of Jesus (1941), un race movie di successo che consacrò il suo esordio a Hollywood come regista, attore e anche sceneggiatore. È ampiamente considerato come uno dei primi afroamericani ad aver debuttato nel grande cinema americano sia nel campo della recitazione che della regia, se non il pioniere.

## Carriera

### Primi anni
Williams (noto anche come Spencer Williams Jr.) nasce a Vidalia, in Louisiana. Si trasferisce a New York mentre era adolescente e lavorò come ragazzo a chiamata per l'impresario teatrale Oscar Hammerstein. Durante questo periodo, ricevette una menzione come comico dalla star afroamericana Bert Williams.
Williams Servì nell'esercito durante la prima guerra mondiale, dove raggiunse il grado di sergente. Arrivò a Hollywood nel 1923 e cominciò a ottenere piccoli ruoli nel cinema, tra cui, nel 1928, Buster Keaton film Steamboat Bill, Jr. Ha collaborato con Lonnie Jackson nella registrazione del brano "It Feels So Good", che fu pubblicato dall'etichetta Okeh Race Records nel 1929.
Nel 1929 Williams fu assunto anche dal produttore Al Christie per creare i dialoghi per una serie di corti con cast interamente afroamericano. I film, che parlano degli stereotipi razziali e usano dialoghi grammaticalmente scorretti, includono The Framing of the Shrew, The Lady Fare, Melancholy Dame, Music Hath Charms, e Oft in the Silly Night. Williams indossava molti cappelli; fu un tecnico del suono, scrisse molti copioni e fu assistente regista di molti film. Inoltre fu ingaggiato per il cast del film Queen Kelly di Gloria Swanson e produsse un film muto Hot Biscuits quello stesso anno.

### Regia
Durante gli anni trenta, Williams si assicurò piccoli ruoli in film di razza, un genere a basso costo, indipendenti e con cast interamente afroamericani che erano creati per essere proiettati nei teatri di segregazione razziale. Williams creò anche due sceneggiature: il western Harlem Rides the Range e l'horror-commedia Son of Ingagi, entrambi usciti nel 1939.
Alfred N. Sack, la cui compagnia Sack Amusement Enterprises prima situata a San Antonio, poi a Dallas, produsse e distribuì film di razza, fu impressionato dalla sceneggiatura di Williams di Son of Ingagi e gli offrì l'opportunità di scrivere e dirigere un lungometraggio. All'epoca l'unico regista afroamericano era lo scrittore/regista/produttore auto-finanziato Oscar Micheaux.
Il film di Williams The Blood of Jesus (1941), fu prodotto con un budget di $5.000, utilizzando attori non professionisti per il cast. Il Film, un fantasy religioso che racconta la lotta per l'anima di una donna cristiana morta, fu un grande successo commerciale. Sack dichiarò che probabilmente The Blood of Jesus fu il film di razza "di maggior successo" che fosse mai stato fatto, e Williams fu ingaggiato per dirigere altri film per la Sack Amusement Enterprises. Nei successivi sei anni, Williams girò Brother Martin: Servant of Jesus (1942), Marching On! (1943), Go Down Death (1944), Of One Blood (1944), Dirty Gertie from Harlem U.S.A. (1946), The Girl in Room 20 (1946), Beale Street Mama (1947) e Juke Joint (1947).
Seguendo la produzione di Juke Joint, Williams si trasferì a Tulsa in Oklahoma, dove si unì ad Amos T. Hall nella fondazione del American Business and Industrial College.

### Amos 'n Andy
Nel 1948 i comici radiofonici Freeman Gosden e Charles Correll stavano progettando di portare il loro programma comico Amos 'n Andy alla televisione. Il programma si concentrava sulle disavventure di un gruppo di afroamericani nel quartiere di Harlem di New York City. Gosden e Correll erano bianchi, ma impersonavano i due personaggi principali usando un modo di parlare stereotipato. Avevano già impersonato il ruolo di due neri, usando il trucco, in un film del 1930 Check and Double Check, ma per la versione televisiva decisero di usare un cast di afroamericani.
Gosden e Correll fecero una estesa ricerca di talenti per trovare il cast della versione televisiva di Amos 'n Andy. Una volta che la ricerca arrivò a Tulsa, dove Williams era ricercato da una stazione radio locale che conosceva i suoi precedenti lavori nei film. Un sacerdote cattolico, che era un ascoltatore di radio e di un amico, furono la chiave per la sorte di Williams.
Quando si tennero i provini a Tulsa egli stava lavorando come capo di una scuola professionale per i veterani. Williams passò l'audizione con Gosden e Correll, e fu ingaggiato per interpretare Andrew H. Brown. Williams fu portato ai provini dall'attore di teatro di New York Alvin Childress, che interpretava la parte di Amos, e il comico vaudeville Tim Moore, che aveva la parte del loro amico George “Kingfish” Stevens. Quando Williams accettò il ruolo di Andy tornò in luogo familiare; gli studios della CBS furono costruiti nello stesso posto in cui si trovavano i Christie Studios.
Amos 'n Andy fu la prima serie televisiva con cast interamente di neri, andarono in onda 78 episodi sulla CBS dal 1951 al 1953. Tuttavia il programma creò numerose polemiche, con la NAACP che andò in tribunale federale per ottenere un'ingiunzione per fermare la sua messa in onda. Dopo che lo show fu concluso, la CBS vendette i diritti di Amos 'n Andy alle televisioni locali americane e ai network di altri paesi. Il programma alla fine ritirato dal comunicato nel 1966, sotto la pressione dei gruppi dei diritti civili che dichiararono che offriva una vista negativamente distorta di vita statunitense. Mentre lo show era ancora in produzione, Williams e Freeman Gosden si erano scontrati riguardo al personaggio di andy, con Gosden che diceva a Williams di sapere come Amos 'n' Andy dovevano parlare. Gosden non visitò più il set. Dopo la fine di Amos 'n Andy, Williams fece alcune rare apparizioni. Il suo ultimo ruolo accreditato fu di un inserviente di ospedale nel 1962 in un horror italiano, L'orribile segreto del dr. Hichcock. Williams, con il resto dei membri del cast Tim Moore, Alvin Childress, e Lillian Randolph e il suo coro, cominciarono un tour degli Stati Uniti come "The TV Stars of Amos 'n' Andy" nel 1956. La CBS lo considerò una violazione dei diritti di esclusività dello show e dei suoi personaggi; il tour finì prematuramente.

### Rivalutazione della carriera
Williams morì per insufficienza renale il 3 dicembre 1969 al Sawtelle Veterans Administration Hospital a Los Angeles, California. Al momento della sua morte, molte notizie si concentrarono esclusivamente sul suo lavoro come attore televisivo, poiché solo pochi conoscono i suoi lavori nei film di razza. Il necrologio del The New York Times citò Amos 'n Andy, ma non fece nessuna menzione sul suo lavoro da regista. Un veterano della Prima Guerra Mondiale, è sepolto al Los Angeles National Cemetery.
I riconoscimenti per il lavoro da regista arrivarono molti anni dopo la sua morte, quando gli storici cominciarono a riscoprire i film di razza. Alcuni film di Willimas erano considerati persi finché non furono ritrovati in un magazzino a Tyler, nel Texas nel 1983. Un film diretto da Williams, Brother Martin: Servant of Jesus, del 1942 è tuttora considerato perso. Ci sono sette film in totale; essi furono proiettati originariamente durante piccoli raduni in tutto il Sud.
Molti storici considerano The Blood of Jesus il coronamento di Williams come regista. Dave Kehr del The New York Times dichiarò il film “magnificent” (magnifico) e il Time lo annoverò tra i "25 Più Importanti Film di Razza". Nel 1991, The Blood of Jesus fu il primo film di razza ed essere introdotto nel National Film Registry.
Il critico cinematografico Armond White nominò sia The Blood of Jesus sia Go Down Death come "tra i film spiritualmente più avventurosi mai fatti. Hanno trasmesso la crisi morale della dicotomia tra città/campagna, musica blues/spiritual attraverso il loro stile di documentario e narrazioni simili alle favole".
Tuttavia i film di Williams hanno ricevuto anche critiche negative. Richard Corliss, scrivendo per il Time, disse: "Esteticamente, molti dei lavori di Williams oscillano tra l'inerte e l'abissale. La commedia rurale Juke Joint è ottusa, come se fosse stato fatto di impeto; anche le scene musicali, con il jazzista Red Calhoun, sono lente come una tartaruga, secondo le preferenze del nero più in voga in quel periodo, Stepin Fetchit. E c'erano errori tecnici a bizzeffe: nella scena a notte fonda in Dirty Gertie, l'attrice Francine Everett accende una lampada sul comodino e lo schermo si oscura un attimo prima dell'accensione completa delle luci.
Almeno un film di Williams, il suo debutto nel 1941 con Blood of Jesus, ha un'ingenua grandezza abbinata la soggetto."

## Filmografia

### Attore
- Tenderfeet (1928)
- The Widow's Bite (1929, corto)
- Melancholy Dame (1929, corto)
- Music Hath Harms (1929, corto)
- The Framing of the Shrew (1929, corto)
- The Framing of the Shrew (1929, corto)
- Oft in the Silly Night (1929)
- The Lady Fare (1929)
- Brown Gravy (1929)
- Fowl Play (1929)
- Georgia Rose (1930)
- Reno (1930)
- The Virginia Judge, regia di Edward Sedgwick (1935)
- Harlem on the Prairie (1937)
- Two-Gun Man from Harlem (1938)
- The Bronze Buckaroo (1939)
- Harlem Rides the Range (1939)
- Quelli che non si salvano (Bad Boy) (1939)
- Son of Ingagi (1940)
- The Blood of Jesus (1941)
- Toppers Take a Bow (1941, corto)
- Brother Martin (1942)
- Go Down, Death! (1944)
- Of One Blood (1944)
- Dirty Gertie from Harlem U.S.A. (1946)
- The Girl in Room 20 (1946)
- Beale Street Mama (1947)
- Juke Joint (1947)
- Rhapsody of Negro Life (1949, corto)
- Amos 'n' Andy (1951-53, serie televisiva)
- Bourbon Street Beat (1959, serie televisiva)

### Regista
- The Blood of Jesus (1941)
- Brother Martin (1942)
- Marching On! (1943)
- Of One Blood (1944)
- Go Down, Death! (1944)
- Harlem Hotshots (1945)
- The Girl in Room 20 (1946)
- Jivin' in Be-Bop (1946)
- Dirty Gertie from Harlem U.S.A. (1946)
- Juke Joint (1947)
- Beale Street Mama (1947)
- Rhapsody of Negro Life (1949, corto)

### Sceneggiatore
- The Lady Fare (1929)
- Harlem Rides the Range (1939)
- Son of Ingagi (1940)
- The Blood of Jesus (1941)
- Marching On! (1943)
- Of One Blood (1944)
- Go Down, Death! (1944)